# Charlotte de Hanau-Lichtenberg
Pour les articles homonymes, voir Hanau (homonymie).
Charlotte de Hanau-Lichtenberg, de son nom complet Comtesse Charlotte Christine Magdalene Johanna de Hanau-Lichtenberg, est née le 2 mai 1700 à Bouxwiller (Bas-Rhin) et décédée le 1er juillet 1726 à Darmstadt. Elle fut l'épouse du landgrave Louis VIII de Hesse-Darmstadt.

## Biographie
Charlotte fut le seul enfant à entrer dans l'âge adulte du comte Jean-Reinhard III de Hanau-Lichtenberg et de la margravine Dorothée-Frédérique de Brandebourg-Ansbach. Elle hérita ainsi du Comté de Hanau-Lichtenberg et le transmit à son fils Louis IX de Hesse-Darmstadt.

## Mariage
De son époux, Louis VIII, elle enfanta :
1. Louis IX de Hesse-Darmstadt
2. Georges-Guillaume de Hesse-Darmstadt
3. Caroline-Louise de Hesse-Darmstadt

Guillaume Ier d'Allemagne, premier empereur allemand, est l'un de ses arrière-arrière-petits-fils.

## Mort
Charlotte Christine meurt le 1er juillet 1726 à Darmstadt à l'âge de 26 ans et est inhumée 10 jours plus tard.